# Zangen (Ingenieurwesen)
Zangen ist das Entnehmen von großen Steinen, meistens mit Hilfe von Baggern, von steinigen Küstenabschnitten, um sie für Hafenanlagen, Molen und andere Befestigungen zu verwenden. Das Zangen von Steinen ist heute verboten, da es dem natürlichen Küstenschutz schadet. Dieses Verfahren wurde u. a. beim Bau des Überseehafens Rostock in den Jahren bis 1960 verwendet.